# Carska bomba
Carska bomba (rusko Царь-бомба, pomenski prevod: »kraljica vseh bomb«, pogovorno tudi Mati žitnega molja (Кузькина мать), sicer žaljivka) je ime največjega in najmočnejšega jedrskega orožja, ki je bilo do zdaj detonirano. Približno 50-megatonsko bombo, ki so jo izdelovalci šifrirano imenovali Ivan (rusko Иван), so izdelali v Sovjetski zvezi.
Vzdevek za bombo in drugače tudi za vse sovjetske atomske bombe, dobesedni prevod Mati žitnega molja, sicer pa žaljiv idiomatičen izraz, se je uveljavil po izjavi Hruščova »Pokazali bomo Ameriki ...« (мы ещё покажем Америке кузькину мать) po dogodkih na Kubi pred Karibsko krizo.
Učinkovitost bombe so preskusili 30. oktobra leta 1961 na otočju Nova dežela v Arktičnem oceanu. Njeno dejansko moč so bila zaradi predvidenega močnega radioaktivnega sevanja zreducirali za polovico (s 100 megaton). Zaradi njene ogromne velikosti bomba ni bila primerna za vojne namene in je v prvi vrsti služila kot demonstracija sovjetske moči med hladno vojno. O obstoju kakršnega koli drugega jedrskega orožja s tolikšno močjo ni podatkov.
Nobena druga eksplozija, ki jo je naredil človek, ni bila niti približno tako močna, kot eksplozija »carske bombe« v letu 1961. Ocenjeno je, da je bila eksplozija desetkrat močnejša, kot če bi eksplodiralo vse orožje iz druge svetovne vojne hkrati. Bomba je bila narejena z namenom, da prestraši države NATO pakta in pokaže moč Sovjetske zveze. Sama bomba je tehtala 27 ton in je bila dolga 8 metrov. Odvrgli so jo iz posebej predelanega letala Tu-95V in je bila nameščena zunaj letala pod trup, saj zaradi svojih gabaritov ni šla v njegov trup. Bomba je bila opremljena z zaviralnim padalom, ki jo je počasi spuščalo nad Novo Zemljo (ruski preizkusni poligon), da je imela posadka letala več časa za pobeg pred eksplozijo. Kljub temu je bilo letalo ob pristanku močno poškodovano. Eksplozija je ustvarila ognjeno kroglo premera 6,5 km, gobast oblak je segel 64 km visoko in se je razširil do 30-40 km. Moč eksplozije, ki je ustrezala 50 milijonom ton TNT-ja, je zelo presegla najmočnejšo ameriško bombo z močjo »le« 15 milijonov ton TNT-ja.